# Бистриця (Накло)
Бистриця (словен. Bistrica) — поселення в общині Накло, Горенський регіон, Словенія. Висота над рівнем моря: 401,3 м.